# Pi (film)
π (gr. pi) – amerykański thriller psychologiczny z 1998 roku. Główny bohater (Maximillian Cohen) jest matematykiem badającym liczbę π i doszukującym się w niej klucza do zrozumienia natury świata. Jego odkryciami interesują się maklerzy giełdowi, a także kabaliści.
Zdaniem Magdaleny Kempnej-Pieniążek film jest dziełem postmodernistycznym, w którym mieszają się rozmaite konwencje i tradycje filmowe (ekspresjonizm niemiecki, film noir, estetyka znana z wczesnych filmów Davida Lyncha) oraz tradycje duchowe.

## Obsada
- Sean Gullette jako Maximillian Cohen
- Mark Margolis jako Sol Robeson
- Ben Shenkman jako Lenny Meyer
- Pamela Hart jako Marcy Dawson
- Stephen Pearlman jako Rabbi Cohen